# Серединці (Тернопільський район)
Сере́динці — село в Україні, у Озернянській сільській громаді Тернопільського району Тернопільської області. До 2020 року підпорядковане Висиповецькій сільській раді. Розташоване на річці Нестерівка, на заході району. 
Населення — 232 особи (2007).

## Історія
Відоме від 18 ст.
Діяли «Просвіта» та інші товариства.
1 серпня 1934 року в рамках реформи на підставі нового закону про самоуправління (23 березня 1933 року) село увійшло до новоствореної сільської гміни Цебрів (Тернопільський повіт Тернопільського воєводства).
12 червня 2020 року, відповідно до розпорядження Кабінету Міністрів України № 724-р «Про визначення адміністративних центрів та затвердження територій територіальних громад Тернопільської області» увійшло до складу Озернянської сільської громади.
19 липня 2020 року, в результаті адміністративно-територіальної реформи та ліквідації Зборівського району, село увійшло до складу Тернопільського району.

## Пам'ятки
Є церква святого архістратига Михаїла (мурована).
Встановлено пам'ятний хрест на честь скасування панщини.

## Соціальна сфера
Працює Леся-центр. ПАП "Маяк"

## Галерея

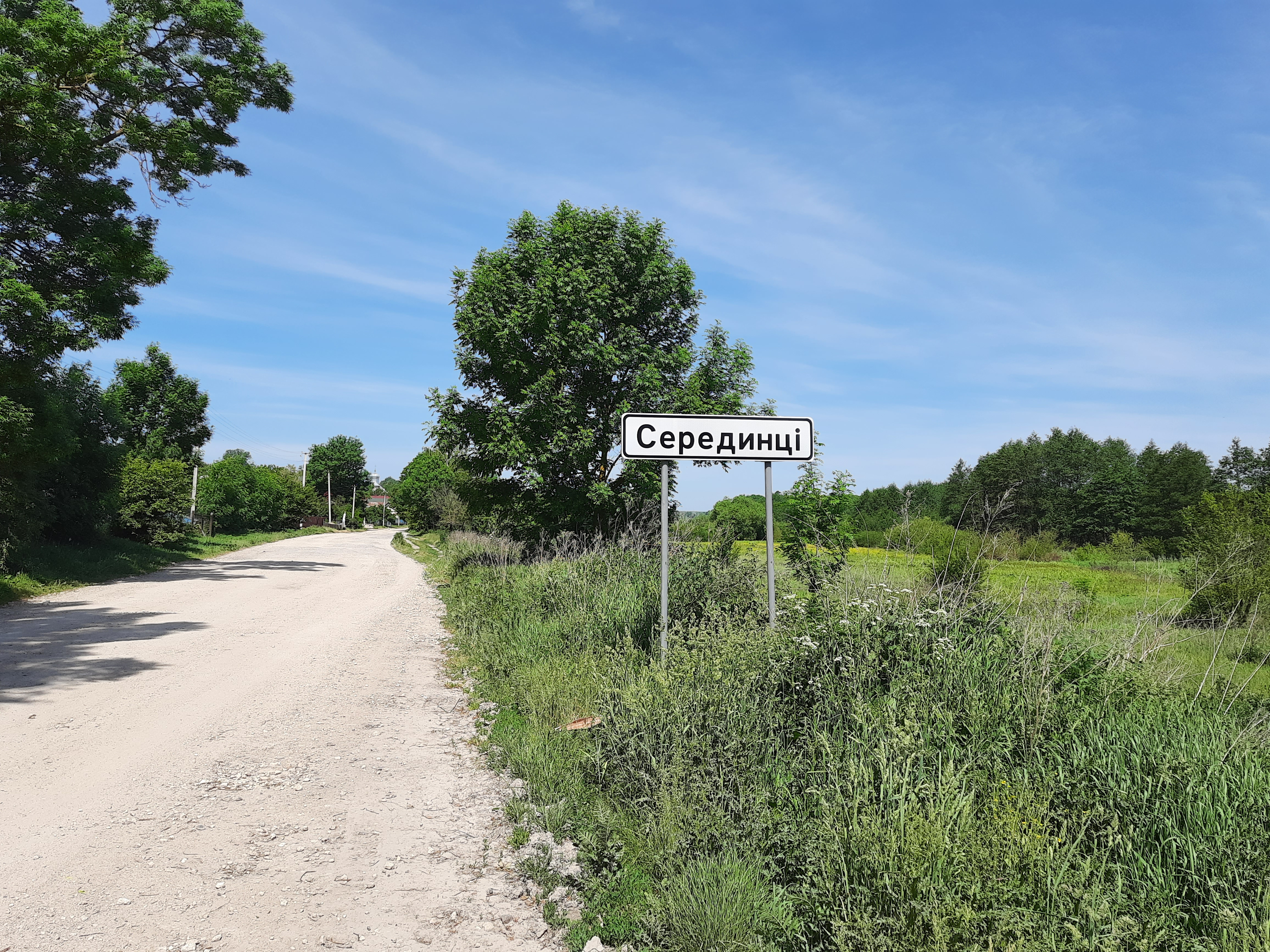
Дорожній знак при в'їзді в село
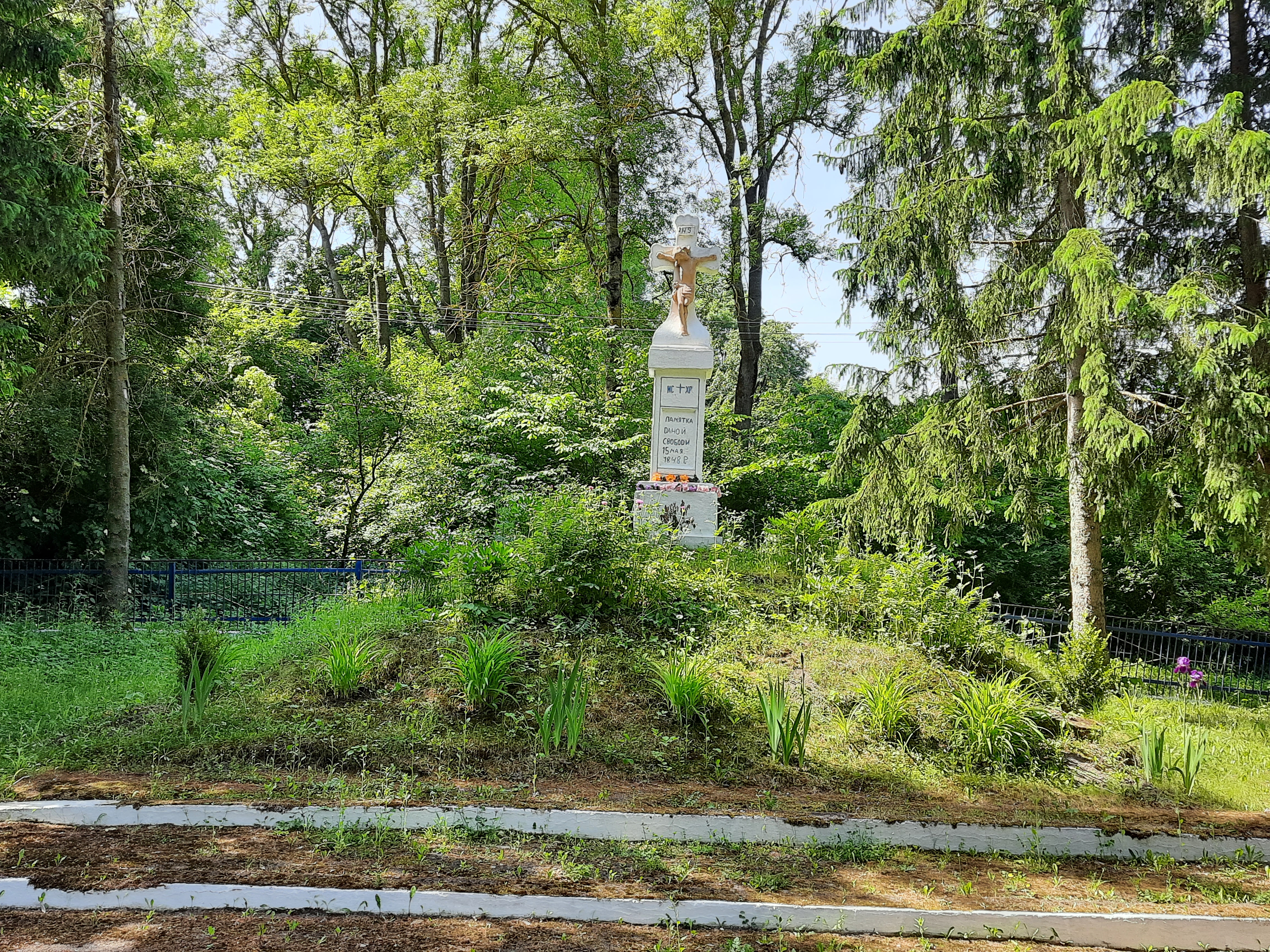
Пам'ятний знак (хрест) на честь скасування панщини
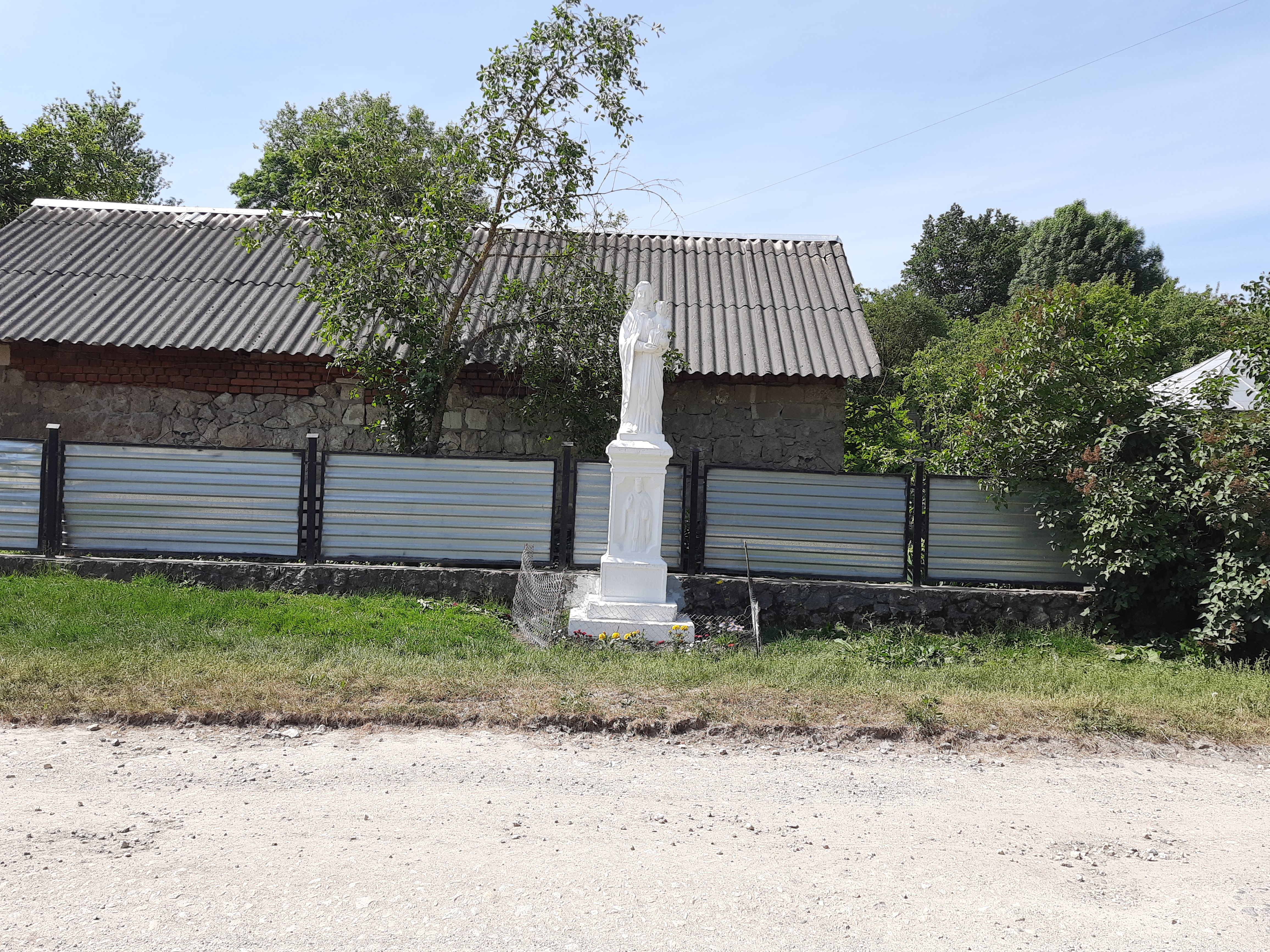
Придорожня "фігура"
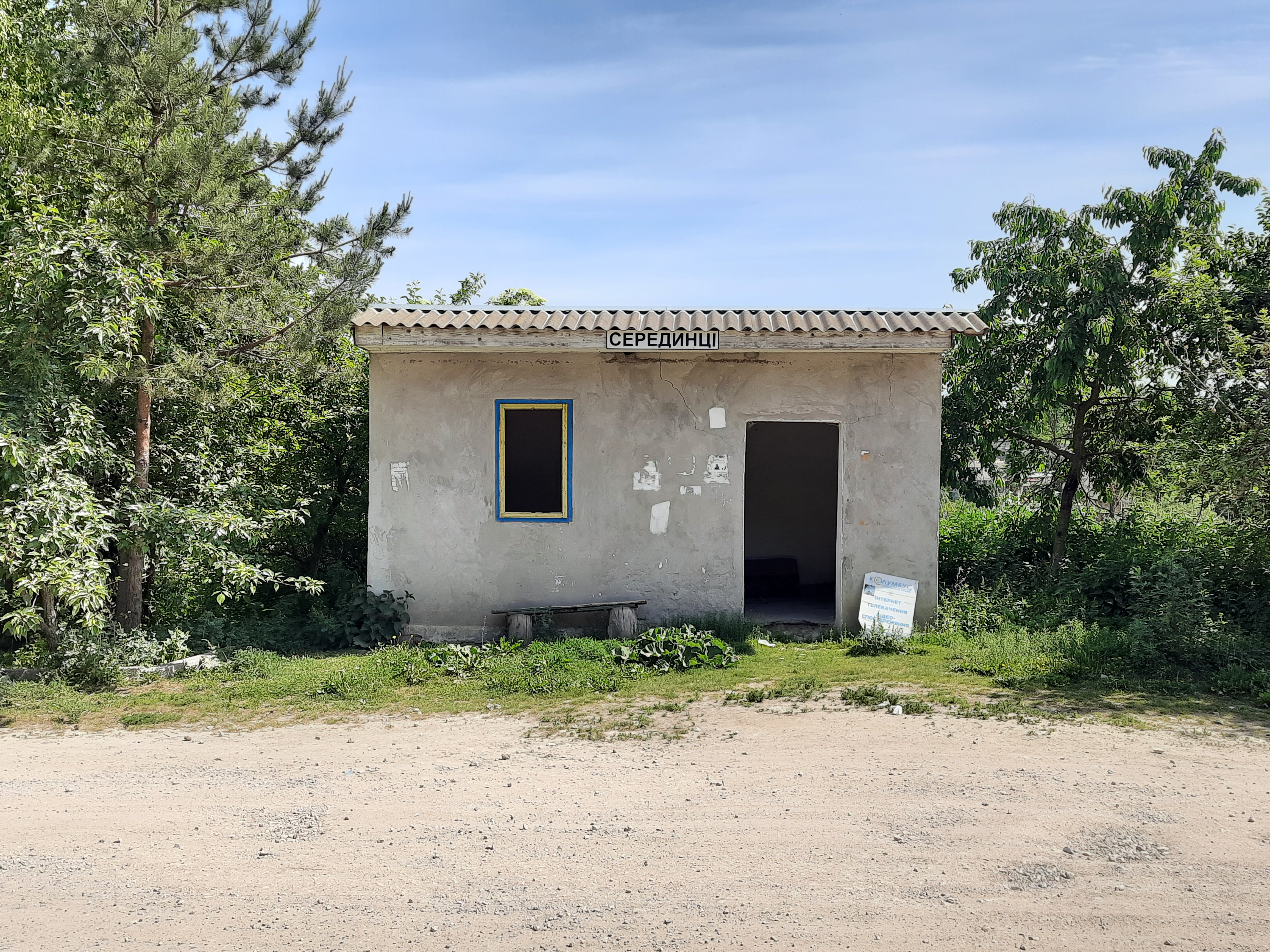
Автобусна зупинка
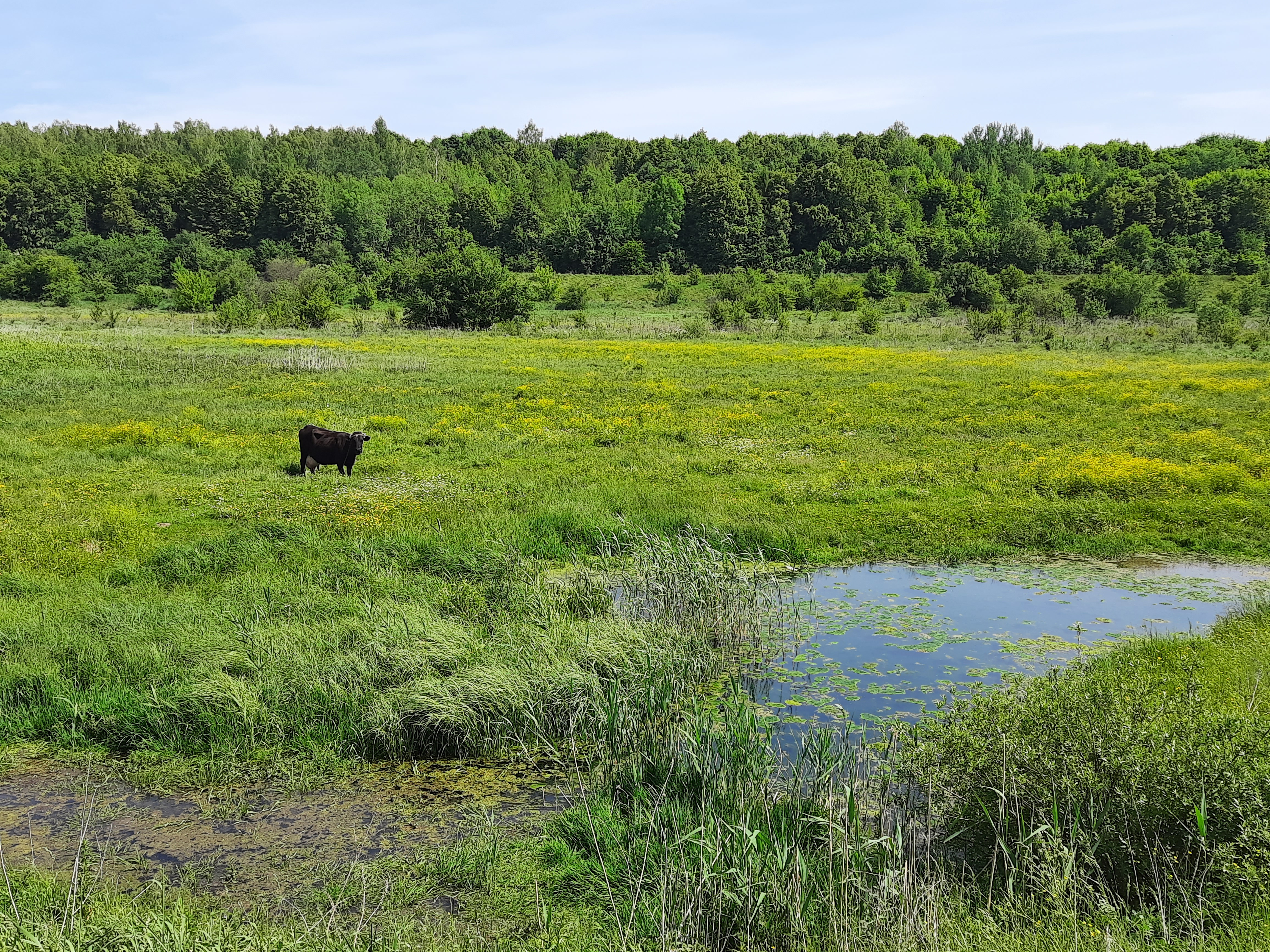
Краєвид біля села